# Cypripedium acaule
Cypripedium acaule é uma espécie de orquídea terrestre, família Orchidaceae, que habita o centro e leste do Canadá e grande parte dos Estados Unidos da América.